# Vankya ornithogali
Vankya ornithogali är en svampart som först beskrevs av J.C. Schmidt & Kunze, och fick sitt nu gällande namn av Ershad 2000. Vankya ornithogali ingår i släktet Vankya och familjen Urocystidaceae.   Inga underarter finns listade i Catalogue of Life.